# Anthurium diazii
Anthurium diazii är en kallaväxtart som beskrevs av Thomas Bernard Croat. Anthurium diazii ingår i släktet Anthurium och familjen kallaväxter. Inga underarter finns listade.